# هبهاب
الهِبْهاب هو نبات أحادي الفلقة يشبه النخيل. لكنه ليس نخيلاً حقيقياً.